# Renwez
Renwez és un municipi francès situat al departament de les Ardenes i a la regió del Gran Est. L'any 2007 tenia 1.672 habitants.

## Demografia

### Població
El 2007 la població de fet de Renwez era de 1.672 persones. Hi havia 592 famílies de les quals 129 eren unipersonals (46 homes vivint sols i 83 dones vivint soles), 157 parelles sense fills, 265 parelles amb fills i 41 famílies monoparentals amb fills.
La població ha evolucionat segons el següent gràfic:
Habitants censats

### Habitatges
El 2007 hi havia 657 habitatges, 605 eren l'habitatge principal de la família, 17 eren segones residències i 35 estaven desocupats. 602 eren cases i 50 eren apartaments. Dels 605 habitatges principals, 469 estaven ocupats pels seus propietaris, 116 estaven llogats i ocupats pels llogaters i 21 estaven cedits a títol gratuït; 1 tenia una cambra, 32 en tenien dues, 58 en tenien tres, 156 en tenien quatre i 358 en tenien cinc o més. 392 habitatges disposaven pel capbaix d'una plaça de pàrquing. A 256 habitatges hi havia un automòbil i a 273 n'hi havia dos o més.

### Piràmide de població
La piràmide de població per edats i sexe el 2009 era:
| Homes | Edats   | Dones |
| ----- | ------- | ----- |
| 0     | 95 o +  | 0     |
| 0     | 90 a 94 | 8     |
| 8     | 85 a 89 | 8     |
| 4     | 80 a 84 | 16    |
| 8     | 75 a 79 | 16    |
| 4     | 70 a 74 | 8     |
| 24    | 65 a 69 | 24    |
| 56    | 60 a 64 | 36    |
| 16    | 55 a 59 | 28    |
| 28    | 50 a 54 | 24    |
| 48    | 45 a 49 | 36    |
| 72    | 40 a 44 | 64    |
| 64    | 35 a 39 | 84    |
| 76    | 30 a 34 | 48    |
| 44    | 25 a 29 | 44    |
| 24    | 20 a 24 | 40    |
| 76    | 15 a 19 | 52    |
| 72    | 10 a 14 | 72    |
| 68    | 5 a 9   | 60    |
| 56    | 0 a 4   | 32    |

## Economia
El 2007 la població en edat de treballar era de 1.098 persones, 829 eren actives i 269 eren inactives. De les 829 persones actives 724 estaven ocupades (421 homes i 303 dones) i 104 estaven aturades (42 homes i 62 dones). De les 269 persones inactives 59 estaven jubilades, 101 estaven estudiant i 109 estaven classificades com a «altres inactius».

### Ingressos
El 2009 a Renwez hi havia 653 unitats fiscals que integraven 1.773,5 persones, la mediana anual d'ingressos fiscals per persona era de 17.608 €.

### Activitats econòmiques
Dels 57 establiments que hi havia el 2007, 5 eren d'empreses alimentàries, 2 d'empreses de fabricació d'altres productes industrials, 8 d'empreses de construcció, 14 d'empreses de comerç i reparació d'automòbils, 5 d'empreses de transport, 1 d'una empresa d'hostatgeria i restauració, 2 d'empreses financeres, 3 d'empreses de serveis, 8 d'entitats de l'administració pública i 9 d'empreses classificades com a «altres activitats de serveis».
Dels 26 establiments de servei als particulars que hi havia el 2009, 1 era una oficina d'administració d'Hisenda pública, 1 gendarmeria, 1 oficina de correu, 2 oficines bancàries, 4 tallers de reparació d'automòbils i de material agrícola, 2 autoescoles, 3 paletes, 1 fusteria, 2 lampisteries, 1 empresa de construcció, 6 perruqueries i 2 salons de bellesa.
Dels 5 establiments comercials que hi havia el 2009, 1 era un hipermercat, 2 fleques i 2 carnisseries.
L'any 2000 a Renwez hi havia 4 explotacions agrícoles.

## Equipaments sanitaris i escolars
L'únic equipament sanitari que hi havia el 2009 era una farmàcia.
El 2009 hi havia una escola elemental.

## Poblacions més properes
El següent diagrama mostra les poblacions més properes.